# 弗朗卡

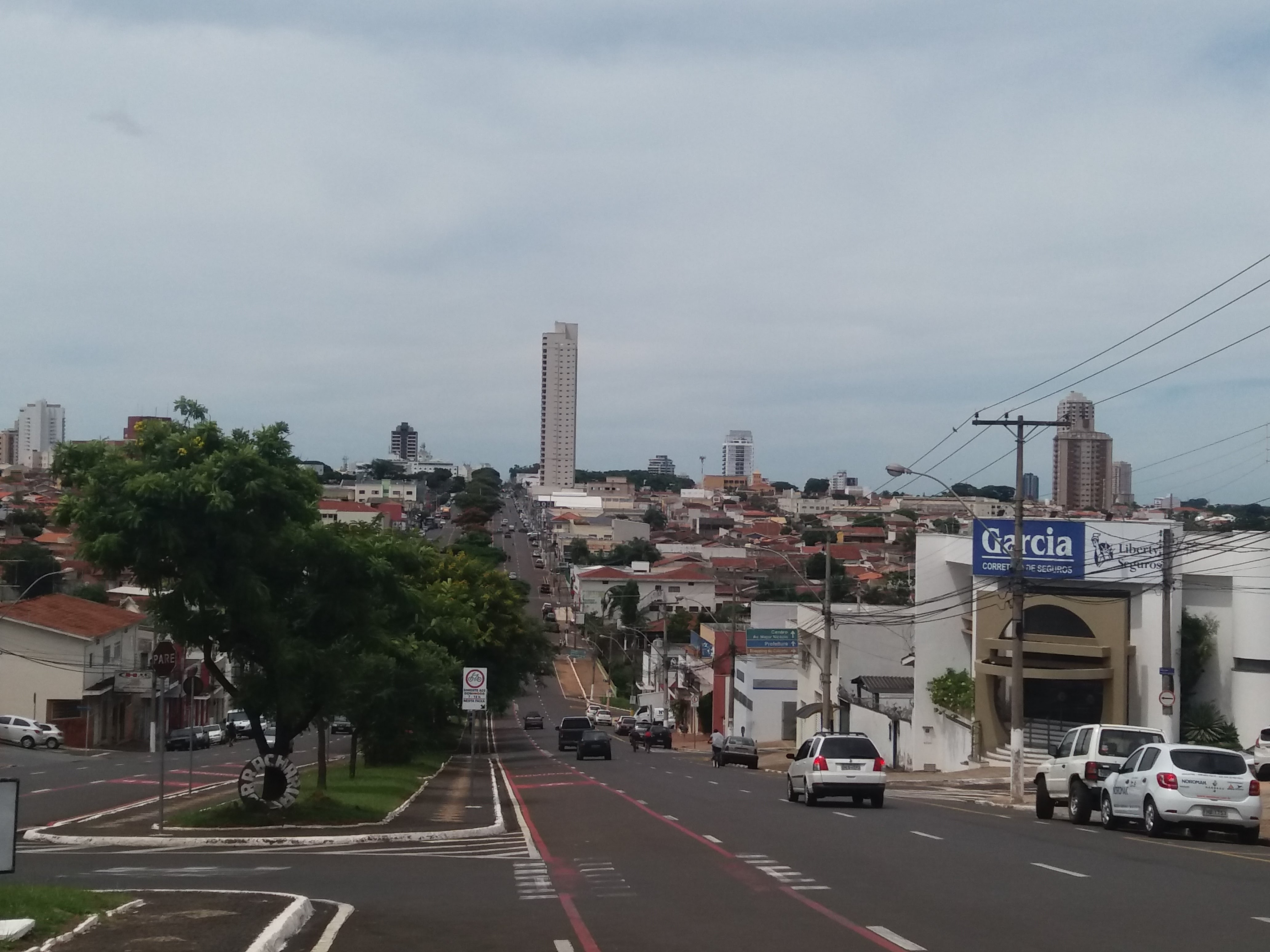
弗朗卡

弗朗卡（葡萄牙語：Franca）是巴西的城市，位於該國東南部，由聖保羅州負責管轄，始於1805年11月28日，面積607平方公里，海拔高度1,040米，受熱帶氣候影響，每年平均降雨量1,623毫米，2008年人口327,176。

## 外部連結
- Reviewed Franca
- Francasite - town portal - official website - virtual guide
- Franca View - Guide digital of Franca
- Municipal Government website （页面存档备份，存于）